# Carballo
Carballo és un municipi de la província de la Corunya, a Galícia. És la capital de la comarca de Bergantiños.
| 13.032 | 15.127 | 20.965 | 25.713 | 29.521 |
| Fonts: INE i IGE (Els criteris de registre censal variaren i les dades de l'INE i de l'IGE poden no coincidir.) |        |        |        |        |

## Patrimoni
Carballo va estar poblat des d'èpoques molt remotes, de la qual cosa dona fe el seu patrimoni artístic i els utensilis paleolítics oposats en jaciments costaners en el Espazo Natural de Baldaio i que avui dia s'exposen en el Museu Arqueològic de la Corunya.
A les Brañas do Carrexal es troben les restes del dolmen de Pedra Moura, pertanyent a la cultura megalítica. També existeixen restes castrexos dels quals a pesar de la seva conservació irregular es pot deduir l'elevada ocupació del territori d'aquesta zona durant la cultura dels Castros i part de l'edat mitjana.

## Parròquies
- Aldemunde (Santa María Madanela)
- Ardaña (Santa María)
- Artes (San Xurxo)
- Berdillo (San Lourenzo)
- Bértoa (Santa María)
- Cances (San Martiño)
- Carballo (San Xoán)
- Entrecruces (San Xens)
- Goiáns (Santo Estevo)
- Lema (San Cristovo)
- Noicela (Santa María)
- Oza (San Breixo)
- Razo (San Martiño)
- Rebordelos (San Salvador)
- Rus (Santa María)
- Sísamo (Santiago)
- Sofán (San Salvador)
- Vilela (San Miguel)

## Agermanaments
- Illa Jordà

## Galeria d'imatges

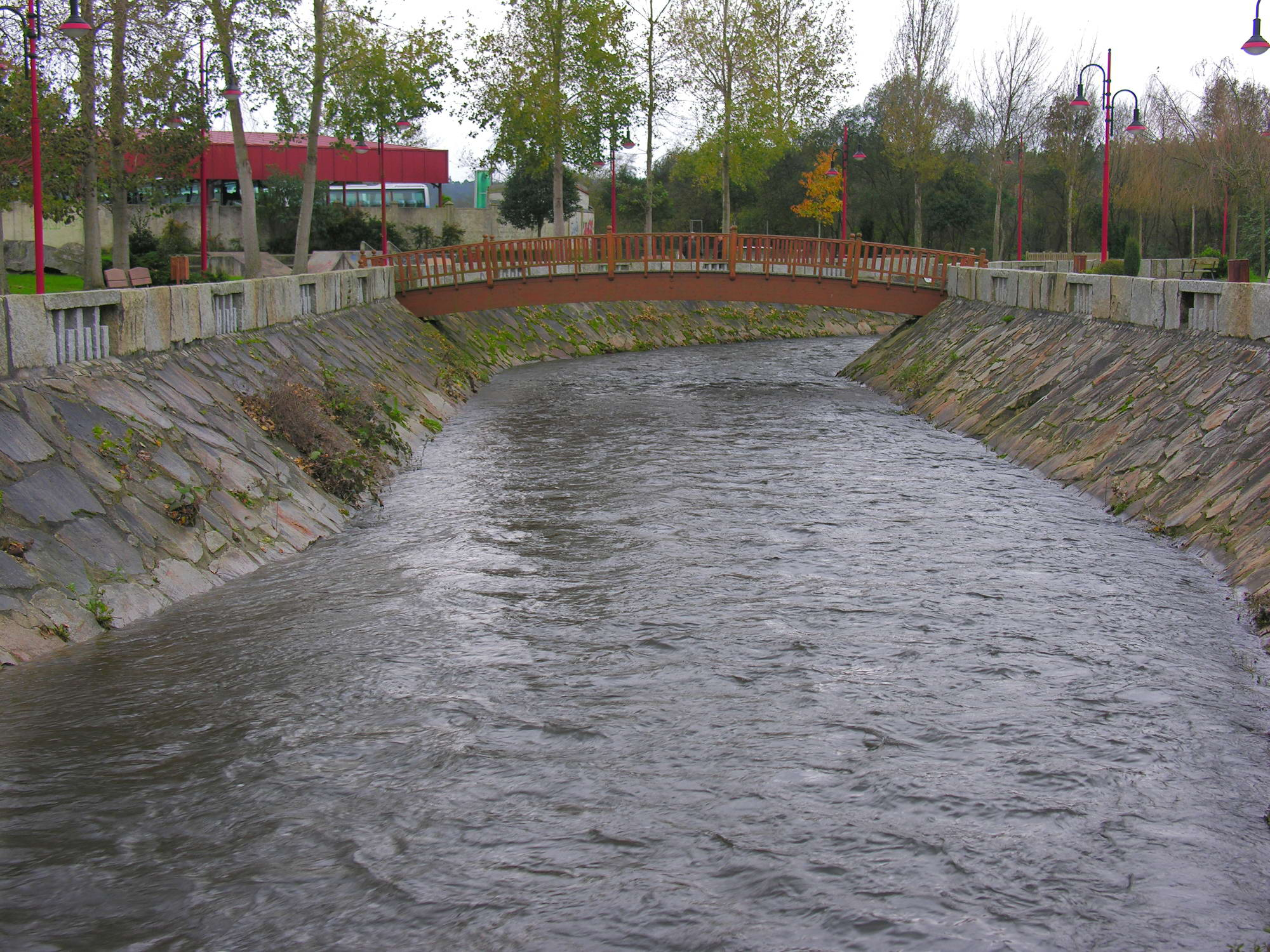
Parc del riu Anllóns
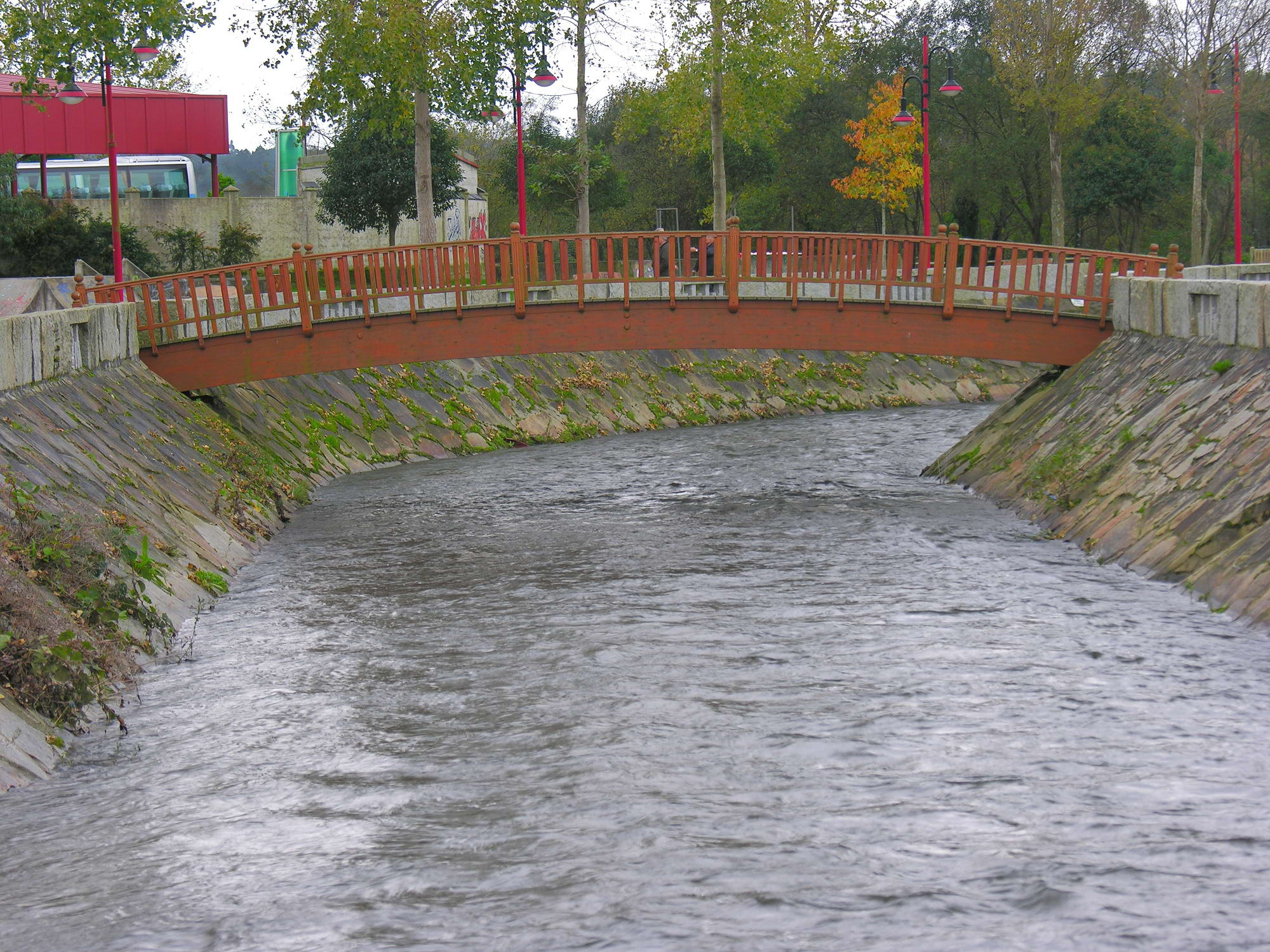
Pont sobre el riu Anllóns
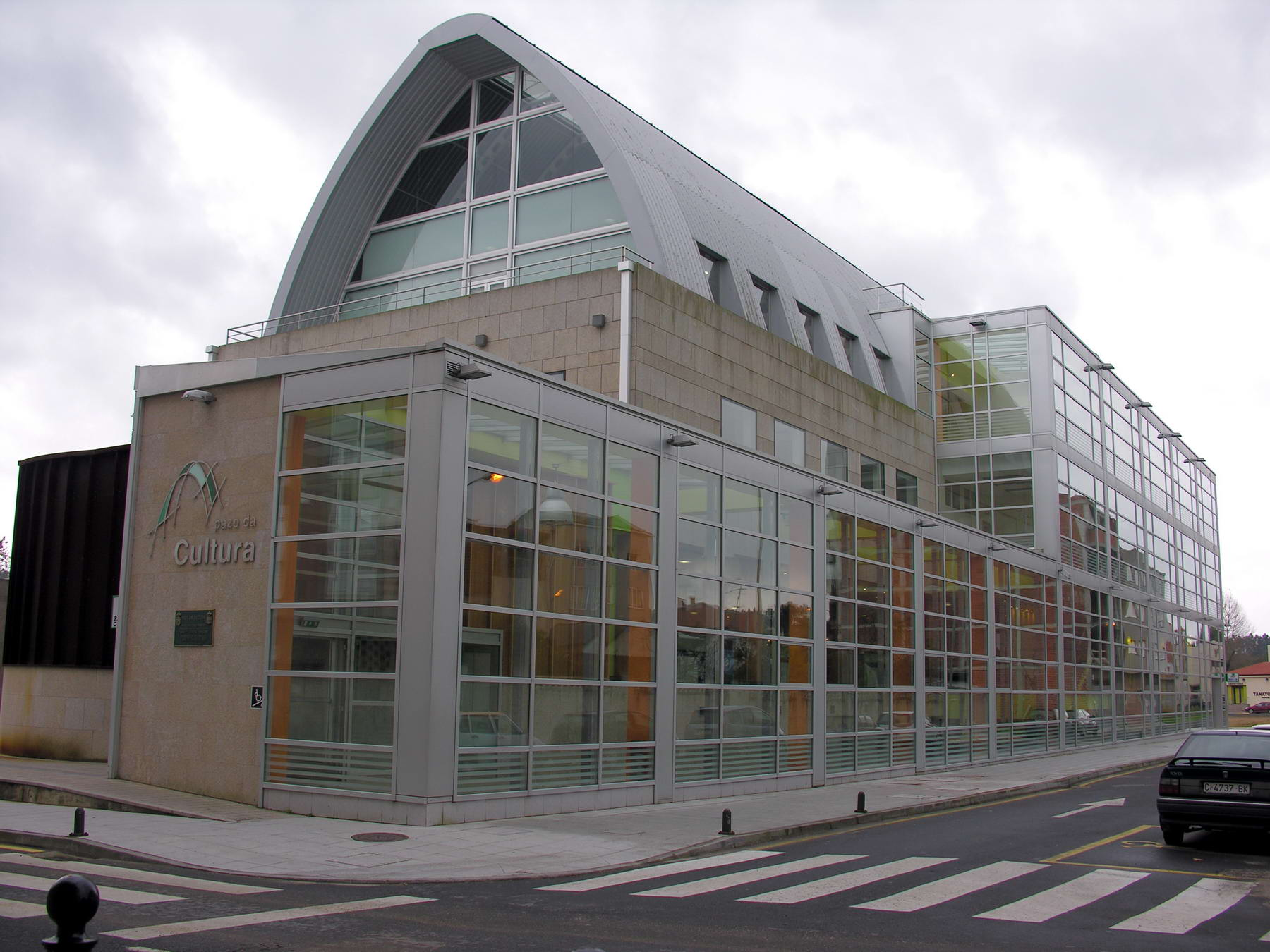
Pazo de la Cultura
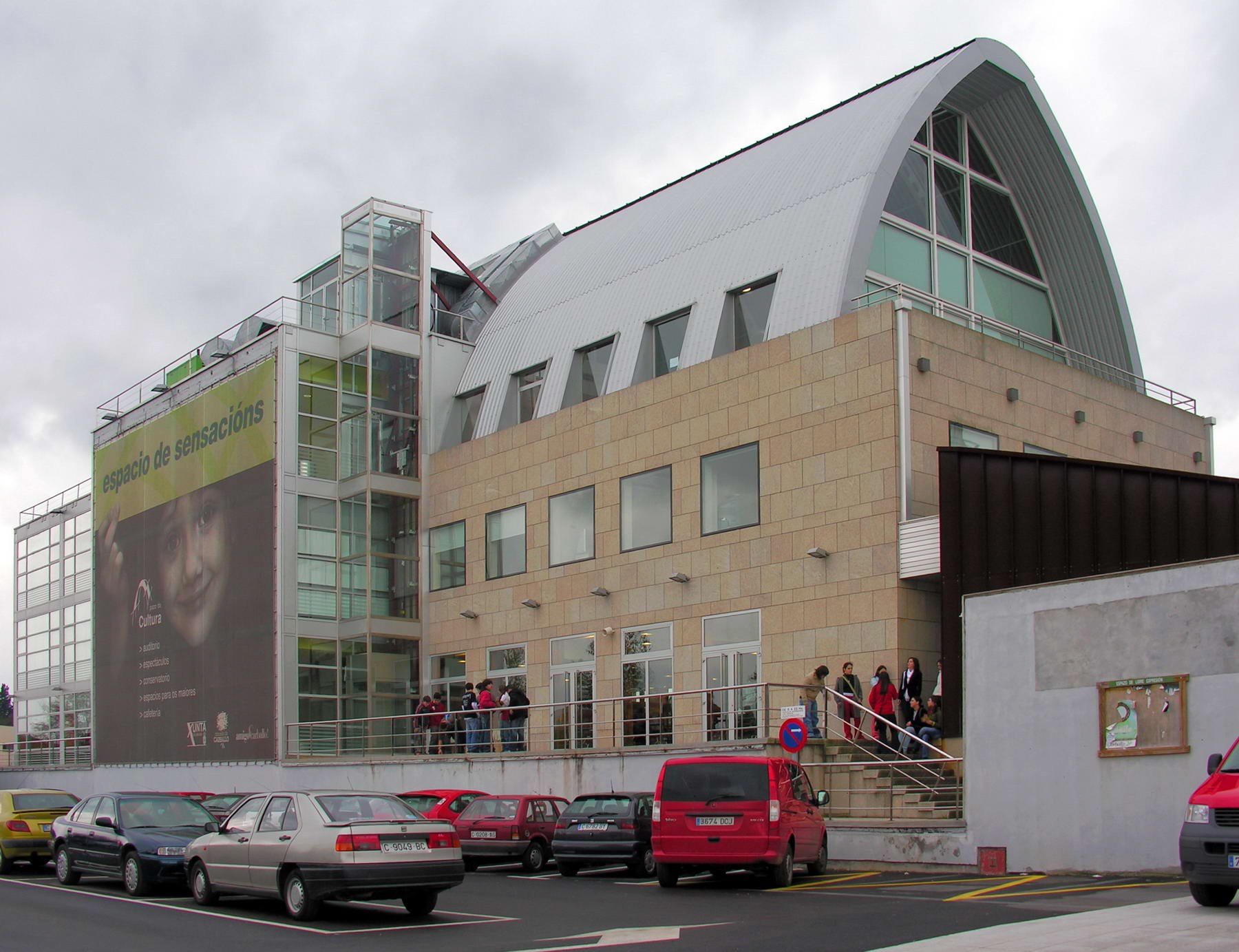
Pazo de la Cultura
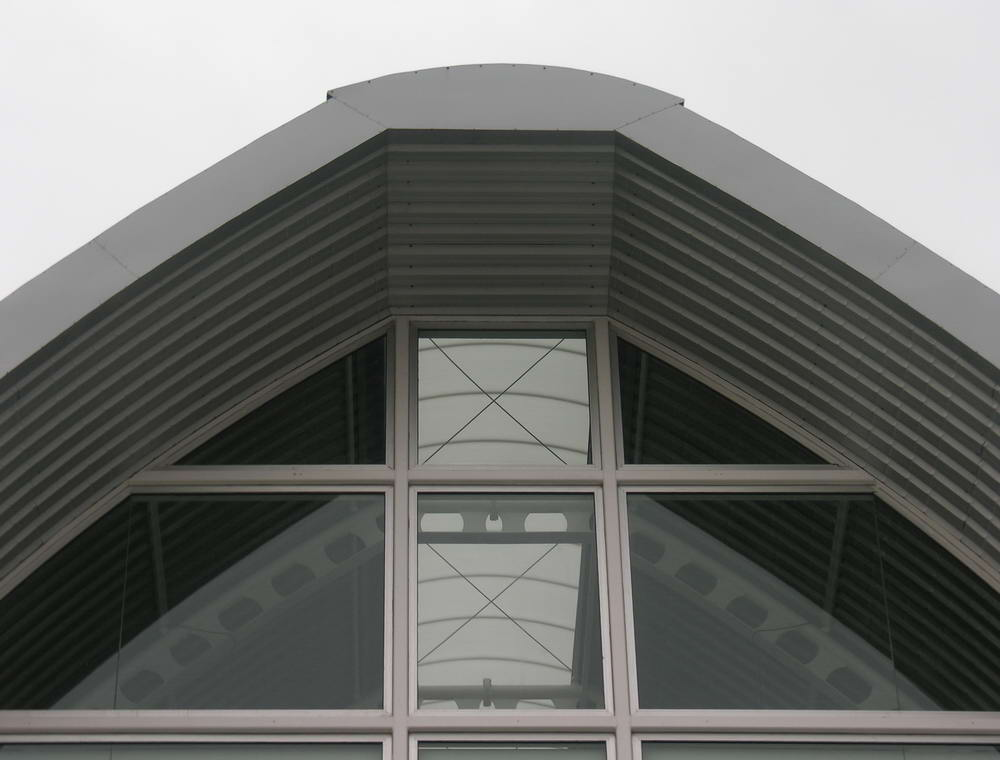
Terrat del Pazo de la Cultura
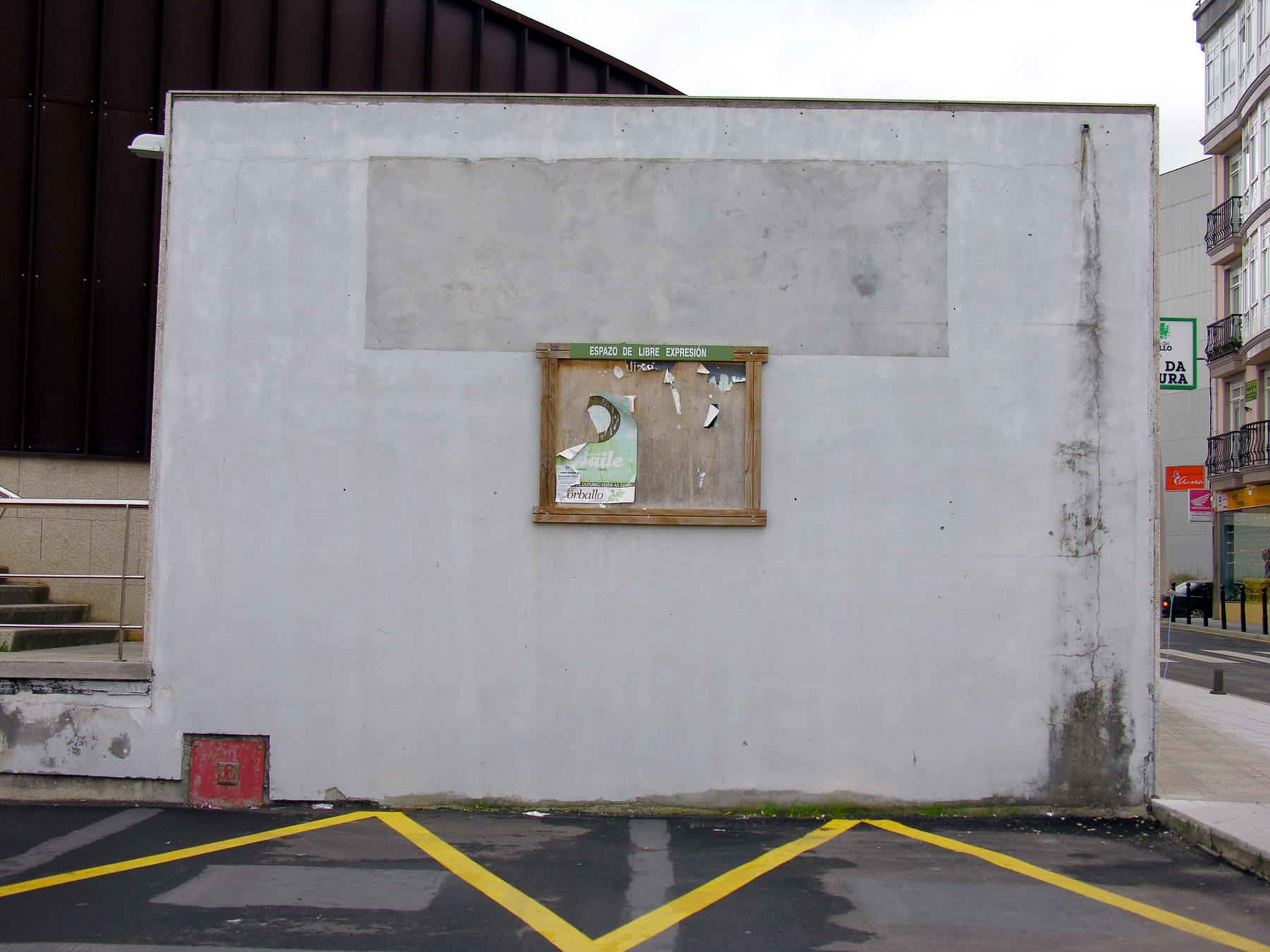
Espai de lliure expressió
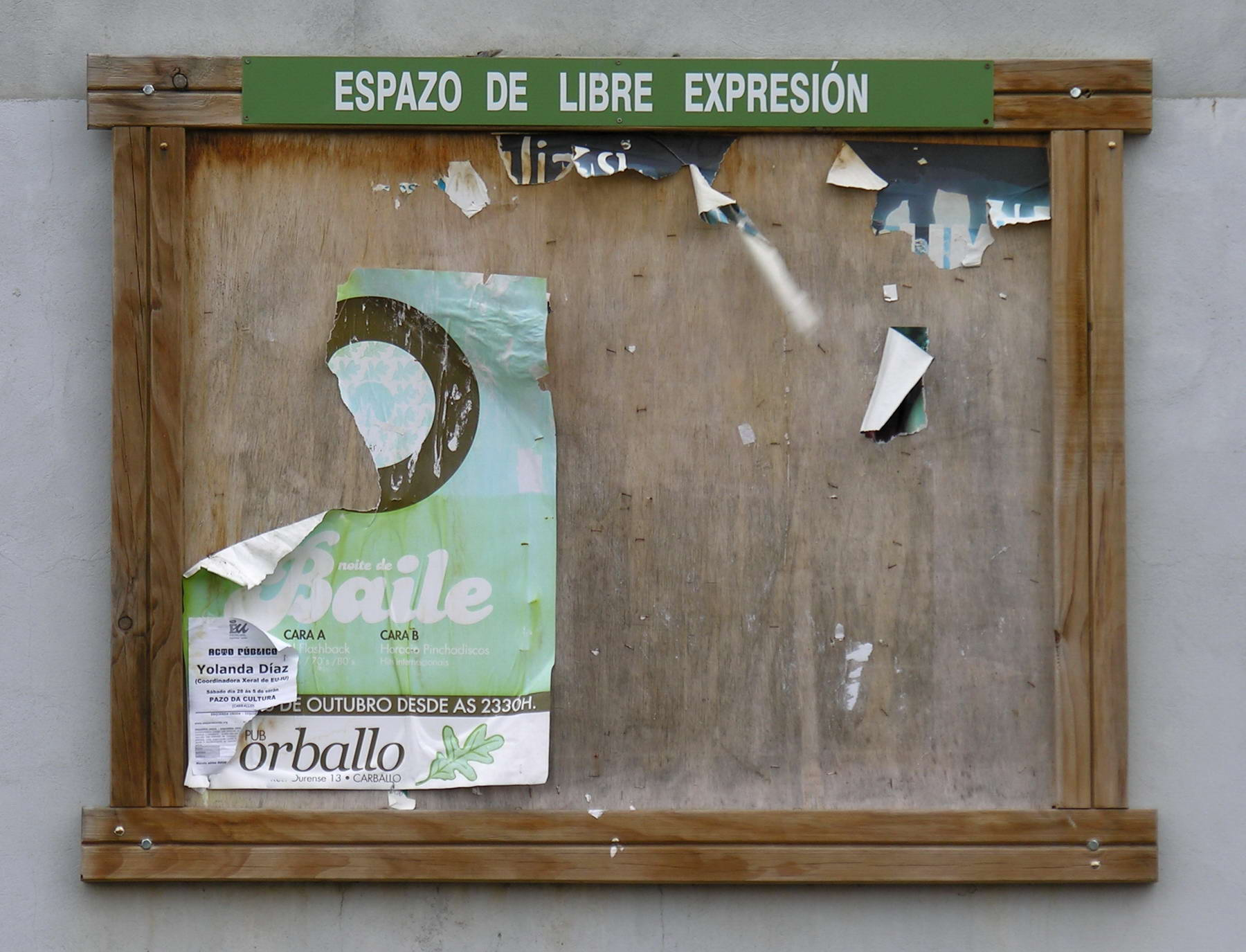
Espai de lliure expressió